# Мис Принца Уельського
65°35′ пн. ш. 168°00′ зх. д. / 65.583° пн. ш. 168.000° зх. д.
Мис Принца Уельського — крайня західна точка Північної Америки та США.

## Розташування

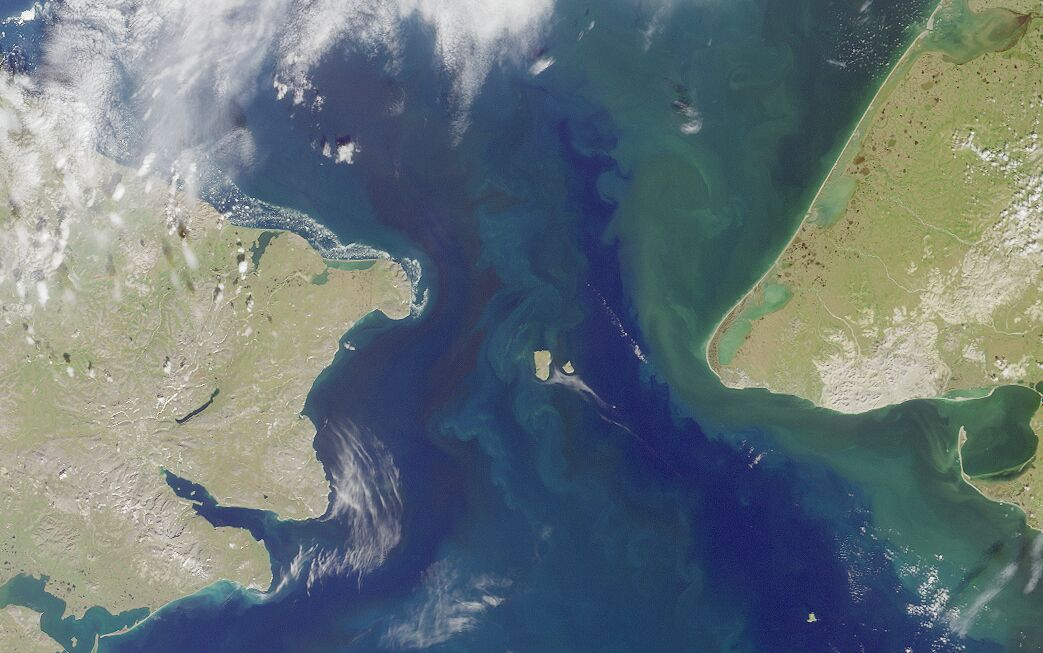
Вид з космосу на Берингову протоку, що відділяє мис Принца Уельського (праворуч) від миса Дежньова (ліворуч)

Координати 65°35' північної широти, 168° 00' західної довготи. Лежить у межах Аляски, на півострові Сьюард. Відділяє Чукотське море (Північний Льодовитий океан), від Берингового моря (Тихий океан).
Мис є залишком великого континентального мосту, що з'єднував Чукотку з Аляскою, Азію з Північною Америкою в період останнього покривного заледеніння.

## Історія
Відкритий у 1778 році англійським мореплавцем Джеймсом Куком і названий ним на честь спадкоємця британського престолу, майбутнього короля Георга IV, що мав традицію для старших синів англійських королів титул принца Уельського.